# Historické minipříběhy a kuriozity

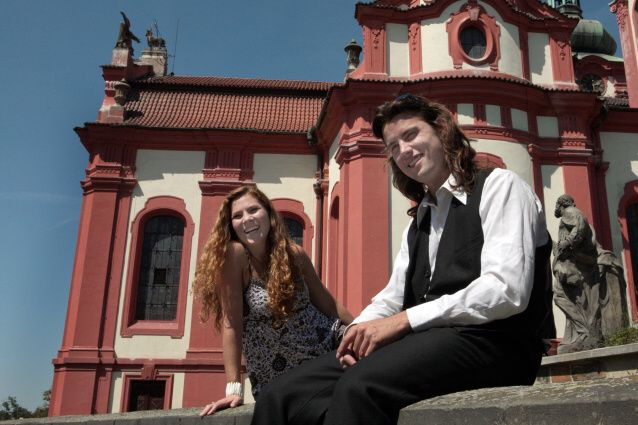
Díl I/1 – Klára Vojtková vede rozhovor s mladým Antonínem Dvořákem v podání Miloslava Tichého (Tento díl získal cenu poroty na Evropském festivalu filmů o umění v Telči)

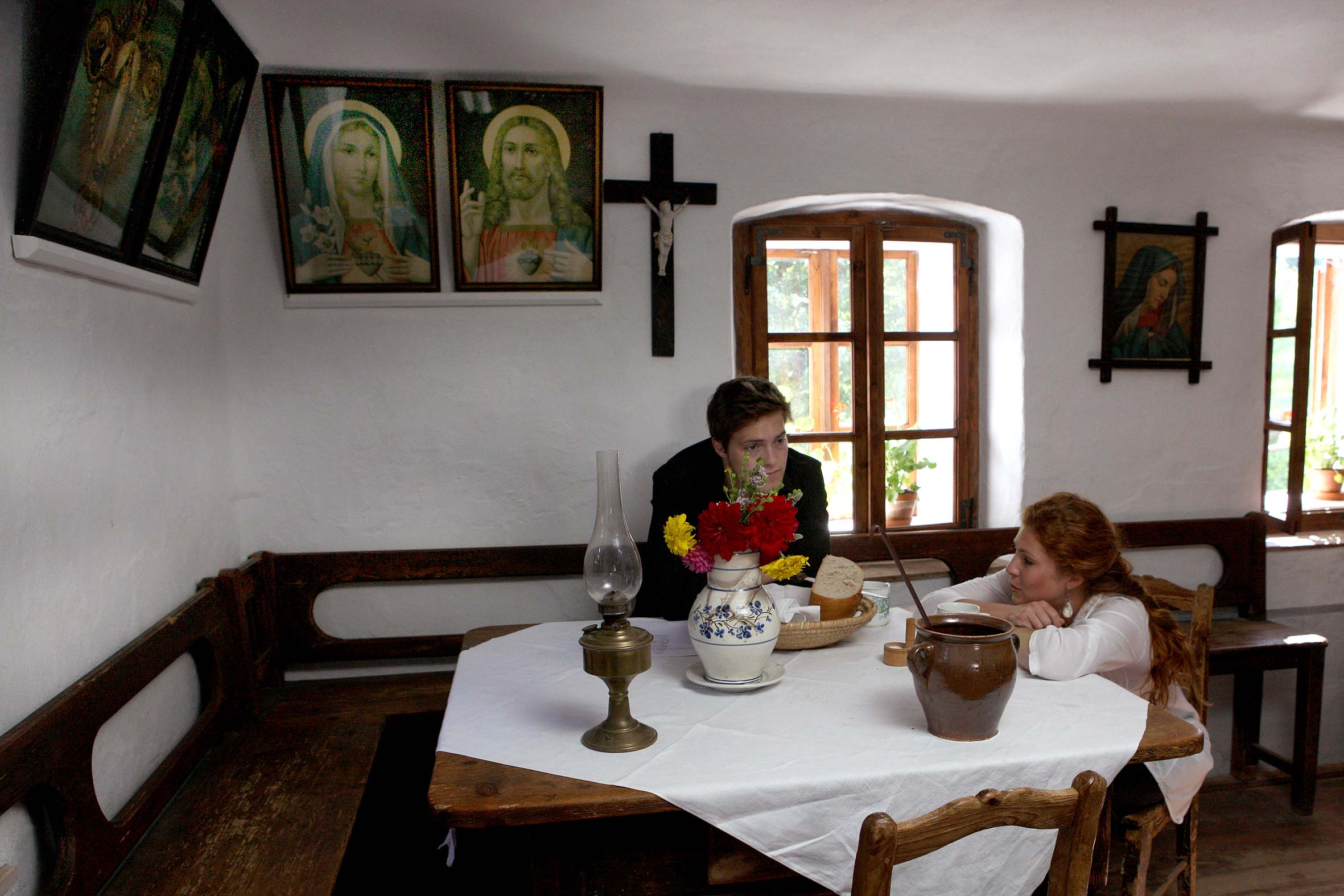
Díl II/9 – Průvodci pořadu se zamýšlejí nad osudem posledních majitelů nejstaršího vodního mlýna v ČR (Tento díl získal jednu z hlavních cen na Evropském festivalu filmů o umění v Telči)

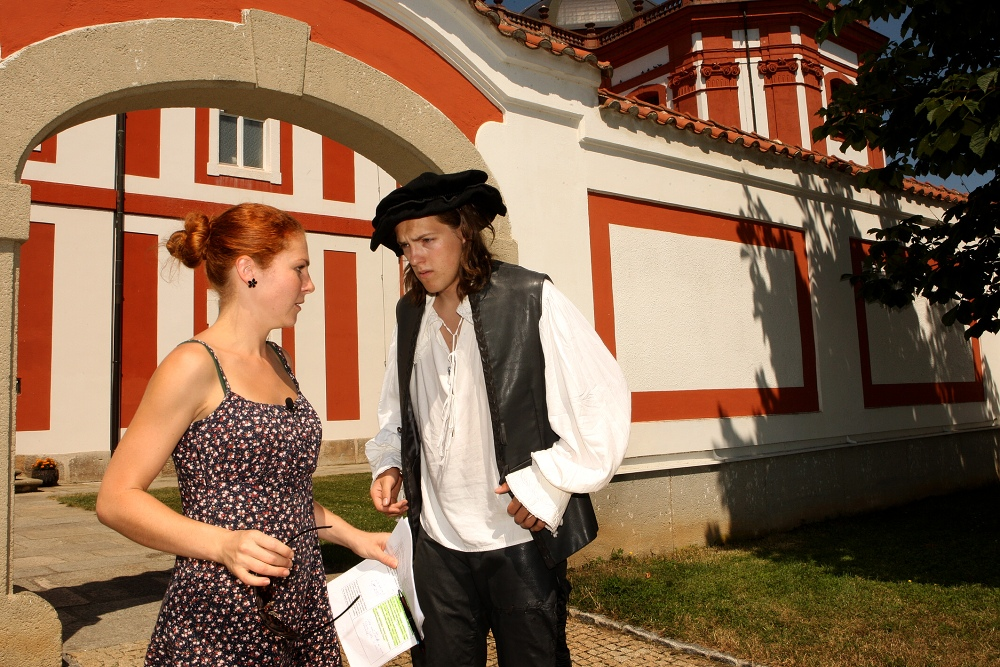
Díl II/5 – Setkání Kláry Vojtkové s geniálním architektem baroka J. A. Santini-Aichelem v podání Jiřího Suchého (Tento díl získal jednu z hlavních cen na Evropském festivalu filmů o umění v Telči)

Historické minipříběhy a kuriozity jsou cyklus osmiminutových dokumentů s hranými prvky připravený Českou televizí.
V letech 2009–2010 bylo natočeno 26 dílů ve dvou řadách, každá o třinácti dílech. Herci Klára Vojková, Jiří Suchý a Miloslav Tichý postupně představili nepříliš známá místa ze šesti krajů České republiky prostřednictvím příběhů a kuriozit. Kraje, které se do projektu prvních dvou řad přihlásily: Středočeský, Karlovarský, Plzeňský, Liberecký, Jihočeský a Moravskoslezský.
Realizační tým shromažďoval náměty z dalších krajů pro pokračování cyklu. Jako první z krajů se přihlásil Kraj Vysočina a Odbor kultury, památkové péče a cestovního ruchu připravil pro výběr téměř tři desítky námětů.[zdroj?] Do roku 2019 nebyly další díly natočeny.

## Seznam dílů

### První řada
V níže uvedených tabulkách se dá každý díl spustit buď kliknutím na název a následným spuštění nebo přímo ve sloupci iVysílání ČT. 
| Pořadí | Název dílu I. řady s odkazem na web dílu                                            | Místo                             | iVysílání ČT |
| ------ | ----------------------------------------------------------------------------------- | --------------------------------- | ------------ |
| 1      | PROČ SE ANTONÍN DVOŘÁK NESTAL ŘEZNÍKEM aneb zlonické požehnání zpupným teletem      | ZLONICE – Středočeský kraj        |              |
| 2      | STO CHŮV SV. VÁCLAVA aneb legenda o výchově                                         | STOCHOV – Středočeský kraj        |              |
| 3      | MĚSTEČKO JAKO DRAHOKAMENÍ aneb havraní trilogie                                     | RABŠTEJN – Plzeňský kraj          |              |
| 4      | PROČ SE VELKÁ LÁSKA V KRAJI USÍDLILA aneb Japonka v Česko německém pohraničí        | POBĚŽOVICE – Plzeňský kraj        |              |
| 5      | STAROPLZENECKÝ OSMIKOSTELNÍK aneb bylo tu, není tu                                  | STARÝ PLZENEC – Plzeňský kraj     |              |
| 6      | KDE SE VZALA PANENKA SKÁKAVÁ aneb příběh charakterního sedláka                      | SKOKY – Karlovarský kraj          |              |
| 7      | ANDĚLKA aneb pomník zraněnému srdci                                                 | ANDĚLSKÁ HORA – Karlovarský kraj  |              |
| 8      | KOSTKA CUKRU aneb malá velká věc                                                    | DAČICE – Jihočeský kraj           |              |
| 9      | HROBNÍK A PEKAŘOVA DCERA aneb užitečná krádež Pilotní díl, scénář: Libuše Pavlišová | ČESKÉ BUDĚJOVICE – Jihočeský kraj |              |
| 10     | KDY ANI KITTEL NEPOMŮŽE aneb legendy o legendě                                      | KRÁSNÁ – Liberecký kraj           |              |
| 11     | TANEC SMRTI aneb dvojí čas Kryštofova Údolí                                         | KRYŠTOFOVO ÚDOLÍ – Liberecký kraj |              |
| 12     | CESTA K MOŘI aneb po Česku od Jadranu po Severní pól                                | DARKOV – Moravskoslezský kraj     |              |
| 13     | O ČAROVNÉM ZVONU aneb legenda o loajalitě                                           | FRYŠTÁT – Moravskoslezský kraj    |              |

### Druhá řada
| Pořadí | Název dílu II. řady s odkazem na web dílu                       | Místo                                    | iVysílání ČT |
| ------ | --------------------------------------------------------------- | ---------------------------------------- | ------------ |
| 1      | SLOUP aneb romantická představa o barokní realitě               | SLOUP – Liberecký kraj                   |              |
| 2      | LÜTZOW aneb o karlovarském prameni hraběte Augusta von Lützow   | KARLOVY VARY – Karlovarský kraj          |              |
| 3      | ZLATÁ KORUNA aneb neúplný obchod s Bohem                        | ZLATÁ KORUNA – Jihočeský kraj            |              |
| 4      | VELHARTICKÝ HŘBITOV aneb Erbenova zpráva o černé magii          | VELHARTICE – Plzeňský kraj               |              |
| 5      | MARIÁNSKÁ TÝNICE aneb litinový příběh lásky                     | MARIÁNSKÁ TÝNICE – Plzeňský kraj         |              |
| 6      | O SMRTI VRAŽDOU, O ŽIVOTĚ VABANK aneb Valdštejn, muž s velkým V | CHEB – Karlovarský kraj                  |              |
| 7      | CHYŠE aneb o plnosti času a věčném životě                       | CHYŠE – Karlovarský kraj                 |              |
| 8      | ŠTRAMBERK aneb o uších, ale i jiných smyslech                   | ŠTRAMBERK – Moravskoslezský kraj         |              |
| 9      | HOSLOVICKÝ MLÝN aneb skanzen lidského ducha                     | HOSLOVICE – Jihočeský kraj               |              |
| 10     | SLEZSKÉ RUDOLTICE aneb trochu bláznovství                       | SLEZSKÉ RUDOLTICE – Moravskoslezský kraj |              |
| 11     | KAZÍN, TETÍN A LIBUŠÍN aneb bylo nebylo                         | KAZÍN, TETÍN, LIBUŠÍN – Středočeský kraj |              |
| 12     | FRÝDECKÝ ZÁMEK aneb kozel z nebe spadlý                         | FRÝDEK – Moravskoslezský kraj            |              |
| 13     | POBITÍ SASÍKŮ V ČECHÁCH aneb o obrazu a mnohém rázu legendy     | TURNOV – Liberecký kraj                  |              |